# روتر بیسیم پیازی
یک روتر بی‌سیم پیازی، روتری است که از نرم‌افزار گمنامی تور برای اتصال امن به شبکه استفاده می‌کند. روتر پیا
زی اجازه می‌دهد تا کاربر به صورت ناشناس از طریق ساخت یک اتصال گمنام (مدار گمنامی تور) به اینترنت متصل شود. فعالیت تور به این صورت است که از یک شبکه پوشش داده شده که در سراسر جهان رایگان است، استفاده می‌کند؛ شبکهٔ پوششی‌ای که از نقاط رلههای مشخص که به صورت داوطلبانه عضو مدار گمنامی شده‌اند تا کاربران بتوانند به وسیله آنها اطلاعات شخصی خود را پشت لایه‌های رمز شدهٔ اطلاعات، مخفی نگه دارند (مانند لایه‌های پیاز). روترها با استفاده از رزبری پای ایجاد می‌شوند و ماژول‌های بی‌سیم را اضافه می‌کنند یا از ماژول بی‌سیم داخلی خود در نسخه‌های نهایی استفاده می‌کنند.
این روتر، رمزگذاری را در لایه هفتم (لایه کاربردی) مدل OSI فراهم می‌کند، که رمزگذاری شفاف را ایجاد می‌کند، که با این حال کاربر مجبور نیست که در مورد نحوه ارسال یا دریافت داده‌ها نگران باشد. داده‌های رمزگذاری شده شامل آدرس آی پی مقصد و مبدأ بستهٔ داده می‌باشد و گرهٔ رلهٔ جاری فقط اطلاعات رلهٔ قبلی و بعدی خود که حاوی بسته‌های رمزگذاری شده هستند را دارد. این رله‌ها به صورت تصادفی انتخاب می‌شوند و می‌توانند تنها یک لایه را قبل از فرستادن آن به رله‌ی بعدی رمزگشایی کنند مگر اینکه رلهٔ کنونی همان رلهٔ مقصد باشد.

## برنامه‌های کاربردی
یک روتر بی‌سیم که می‌تواند از شبکه روتر پیازی جهت محافظت از کاربر در برابر هکرها یا خرابکاران شبکه استفاده کند. داده‌های به دست آمده توسط آنها هیچ معنایی نخواهد داشت؛ زیرا فقط به نظر می‌رسد که متن خراب شده‌است. این برنامه‌ها کوچک و مفید هستند به همین دلیل به کاربر اجازه می‌دهد تا این ابزار را حمل کند و از هر کجا به شبکه متصل شود. این تنظیم نیاز به نصب مرورگر تور در ایستگاه کاری ندارد. افشاگرها و کارگران سازمان‌های غیردولتی از این شبکه برای انتقال اطلاعات یا صحبت کردن با خانواده خود بدون افشای اطلاعات استفاده می‌کنند. برنامه‌های کاربردی روتر بی‌سیم پیازی، برای یک روتر معمولی هم قابل استفاده‌است، و این دسترسی را فراهم می‌کند که اجازه دهد تا آن را در یک سایت قرار داده و کاربران بتوانند به آن متصل شوند.
تور را می‌توان در سیستم عامل‌های متمرکز امنیتی، پیامرسان‌ها و مرورگرها استفاده کرد. اینها می‌توانند با استفاده از شبکه تور به صورت گمنام شوند.

## نقاط ضعف
روتر بی‌سیم پیازی روی شبکه تور کار می‌کند بنابراین همان نقاط ضعف آن شبکه (همان‌طور که در صفحه تور ذکر شده‌است) را نیز دارد. دانشگاه میشیگان یک اسکنر ساخته‌است که قادر می‌باشد تقریباً ۹۰ درصد از پل‌های شبکهٔ تور را در یک اسکن، شناسایی کند. بسته‌هایی که با استفاده از تور منتقل می‌شوند، به دلیل افزایش تعداد نقاط اتصال و گره‌ها، رمزنگاری‌ها و رمزگشایی‌ها، آهسته انتقال داده شده و به مقصد خواهد رسید.

### سیستم ناشناس (استعفایی)
سیستم‌های ناشناس در صورت وجود در هر دو انتهای شبکه، رلهٔ خروج و رلهٔ ورودی، می‌تواند بسته‌ها را شنود کند و به‌طور حدودی، ارتباط ترافیکی را که می‌تواند مقصد یا آدرس منبع بسته را مشخص کند، شناسایی کند و تشخیص دهد. همچنین شامل شنود اطلاعاتی در گره‌های خروجی شبکه است. داده‌های بین گره خروجی و سرور مقصد رمزگذاری نمی‌شوند بنابراین این بسته‌های داده را می‌توان به راحتی اسکن کرد. این داده‌های شنود شده و به دست آمده، می‌توانند اطلاعات منبع را افشا کند، و همان‌طور که توسط Egersta پیشنهاد می‌شود، این گره‌ها برای اجرا هزینه برخواهند بود و نیاز به پهنای باند زیادی دارند که می‌تواند برخی از سازمان‌های اطلاعاتی که ممکن است آنها را اجرا کنند، فاش کنند. تکنیک‌هایی آزمایش شده با یک سوم گره‌های کنترل برای به خطر انداختن شبکه تور وجود دارد.

### تجزیه و تحلیل ترافیک
مقالاتی ارائه شده‌است که با برخی از اطلاعات جزئی در مورد شبکه، مشخص شده‌است که از کدام گره‌ها برای انتقال بسته‌های اطلاعاتی استفاده شده‌است که ناشناس بودن آن را از طریق شبکه کاهش می‌دهد. یکی دیگر از تکنیک‌هایی که رابطه بین جریان‌ها را نشان می‌دهد و سپس می‌تواند به آغازگر مرتبط باشد، گرچه این تکنیک هنوز توانایی فاش کردن منبع اطلاعات و مبدأ را ندارد.

### پروتکل‌های نمایش IP
بعضی از پروتکل‌ها می‌توانند برای نمایش آدرس IP با استفاده از روش‌های بازگشتی استفاده شوند. بعضی از این نمونه‌های بازپسگیری، استخراج از پیام‌های کنترل بیت تورنت، رمزگشایی پاسخ‌های ربوده شده از ردیاب‌ها و روترهاو در نهایت بهره‌برداری از جداول هش جهت رمزگشایی است.